# 紗凪美羽
紗凪 美羽（さなえ みう、1992年2月5日 - ）は、日本の元AV女優。

## 略歴・人物
AVデビュー前は「瀬奈茉歩（せな まほ）」の名前でメイドバーに勤務。2017年1月に「紗凪美羽」に改名するが、これは事情があっての事と説明。後日AVデビューすることを発表。
2017年3月、マキシングの専属女優としてAVデビュー。同年6月をもって専属を離れ、企画単体女優となる。7月には東洋ショー劇場でストリップデビュー。
2019年9月、いつまでも続けられる仕事でないことと次のステップのために当月いっぱいでのAV引退を発表。

## 人物
東京都出身。
趣味・特技は読書、絶対音感をもっていること。
ジュニアアイドル時代は有名人に会えるのがうれしかったため続けていたという。ただ歌やダンスは苦手で、仕事とするにはのびしろがないと考え大学受験を機に芸能仕事をきっぱりやめた。
ジュニアアイドルからAVまでの期間は一般企業に勤務した経験もある。
テレビで見た吉沢明歩に憧れAVデビュー。「紗凪美羽」の名前も吉沢に考案してもらった。スタッフの配慮でデビュー前に対面でき、「嫌なことは“嫌”と口に出して言う」というアドバイスをもらったという。

## 出演作品

### アダルトDVD
2017年
- 新人 紗凪美羽 元芸能人AVデビュー!（3月16日、マキシング）
- 潮吹きお漏らし 体液プシャアアアアア（4月16日、マキシング）
- デカチンに屈する149cmのちっちゃい体（5月16日、マキシング）
- 超極細なカラダから失禁しまくる愛玩敏感娘（6月16日、マキシング）
- 三つ指尽いてお出迎え! 緊急爆買い外国人対策! ジャパニーズ流の中出し風俗でお・も・て・な・し♥（8月25日、宇宙企画）※「みう」名義
- 独身男の家に突然親戚の娘が転がり込んできた。欲情を抑え我慢するが149センチの可愛い躰で中年好きの潮吹きオ○コ好き娘に我慢も限界だス（10月5日、ヒビノ）
- 緊急発売!! 紗凪美羽コレクション 初公開!撮り下ろし画像収録（10月16日、マキシング）※ベスト版
- 相席居酒屋でナンパした仲良し2人組をお持ち帰り。コソコソHしていると隣の部屋にいるガードの堅い女友達はヤラせてくれるか 【其の22】（11月1日、変態紳士倶楽部）共演:美咲まや　他出演:冴木エリカ、星島るり
- 文京区にある女教師が通う整体セラピー治療院 16（11月1日、変態紳士倶楽部）他出演:陽菜、星奈あい、泉ののか、坂内里奈
- 都内某所のオナクラで従順そうな可愛い女の子ばかりを狙い店員や他の客にバレないように口説いてフェラしてもらい盗撮メガネで隠し撮りした件。（11月1日、変態紳士倶楽部）他出演:泉ののか、冴木エリカ、美咲まや、坂内里奈、花咲いあん、愛花みちる ほか
- 顔出し解禁!! マジックミラー便 大手企業に勤めるインテリOLさん 仕事中に人生初の公開オナニー編 「あなたの“いつものオナニー”を見せてくれませんか?」 人前なのにオナニーで興奮してしまったエリートオマ○コはデカチ○ポを挿れたくてたまらない!! in銀座&虎ノ門（11月19日、ディープス）※「さやか」名義　他出演:かこ、かおり、まこと、さき、まみ、あかね、かえで、ゆいこ、あき
- 超振動ローター三輪車レース 2（11月25日、はじめ企画）※「みき」名義　共演:みほ　他出演:りお、まお、あみ、あかね
- 出産後の感度抜群人妻ママナンパ! 2 ベビーカーを引く人妻の産後で感度が上がった身体を大調査!!（12月10日、ホットエンターテイメント）他出演:香椎りあ、八田愛梨 ほか
- 濡れてテカってピッタリ密着神スク水（12月21日、親父の個撮）

2018年
- 背徳の親子丼 愛欲の刃を向けられた親子（2月10日、ブリット）共演:新堂有望
- 日本最大の繁華街にある「老舗おっぱいパブ」では新人嬢がベテラン嬢から客を奪うために内緒でセックスさせてくれる。しかも生で。 9（2月22日、Mr.michiru）他出演:松下美織、斉藤みゆ、坂下ゆあ
- ビジネスホテル出張マッサージ盗撮 3（3月23日、MAGIC）他出演:桜木優希音、松岡香純、松田真奈
- 三つ指尽いてお出迎え! 緊急爆買い外国人対策! ジャパニーズ流の中出し風俗でお・も・て・な・し 4時間スペシャル!!（8月24日、宇宙企画/KMP）他出演：まなかかな、坂咲みほ、椎名そら
- 「他の男に抱かれてくれないか…？」愛する夫の為に他人に抱かれる寝取らせ献身妻。（12月14日、プレステージ）他出演：桜木優希音、星乃レイア

2019年
- 元祖 時間よ止まれ! パート3（2月1日、V&R PRODUCE）共演：桜木優希音、水原乃亜、紗々原ゆり、松下美織、桃瀬ゆり、市橋えりな、沖田里緒、川崎亜里沙、緒川琴美 ※「AV OPEN 2018」マニア・フェチ部門エントリー作品
- 男友達に連れ込まれたオフ中のAV女優 紗凪美羽 (28) 素のSEX隠し撮り（4月13日、コレ彦/妄想族）
- むちむちデカ尻 神ブルマ（8月22日、親父の個撮）
- お尻AJOI 究極の完全主観オナニーサポートDVD アナル見せつけ挑発 2（9月25日、アロマ企画）他出演：一ノ瀬恋、明海こう、藤井林檎、一宮つばさ、富田優衣 ※Blu-ray版 同時発売
- 極薄パンティ越しおマ○コ触診ドクターの診察日記（10月13日、アロマ企画）他出演：宮沢ちはる、沖田里緒、藤井林檎、嗣永さゆみ、小川ひまり
- 凄指技の睾丸マッサージ×逆手オイル手コキ その3（10月13日、アロマ企画）他出演：波多野結衣、小日向まい、咲雪華奈、神ユキ、星乃レイア、星空もあ
- パンチラ好きな人もきっと満足! パンツに開けた穴から指入れGスポットオナニー（10月25日、アロマ企画）他出演：あずみひな、皆月ひかる、彩葉みおり、豊中アリス、西村春香
- 突然、唇と乳首をベロンベロンに舐められチ○ポはフェザータッチで焦らされる（10月25日、アロマ企画）他出演：一ノ瀬恋、あずみひな、生田みく、一宮つばさ、あけみみう

### VR
- 初めてのVR出演 みう（2017年7月6日、KMPVR）
- 360°! 導きの快感研究所（2018年3月9日、CASANOVA）共演:浜崎真緒、紺野ひかる、若槻みづな、生駒はるな、星宮あかり、百合沢りん、松浦ゆい、二葉あかり

## 書籍

### 写真集
- 坂田涼ファースト写真集「シトライン（Citrine）」（2003年10月20日、心交社、撮影:関根一秀）
- ぐるっとまわせる！原寸大おっぱい図鑑3D（2019年2月4日、一迅社、撮影：須崎祐次、監修：安田理央）‐Bカップモデル[9]

## 出演

### テレビ
- ビ〜チ9（2017年3月、テレビ埼玉） - マンスリーゲスト